# Lubuk Sidup
Lubuk Sidup is een bestuurslaag in het regentschap Aceh Tamiang van de provincie Atjeh, Indonesië. Lubuk Sidup telt 341 inwoners (volkstelling 2010).